# Буйносов-Ростовский, Алексей Иванович
Князь Алексей Иванович Буйносов-Ростовский (ум. 9 декабря 1665) — рында, стольник, голова и воевода во времена правления Михаила Фёдоровича и Алексея Михайловича.
Из княжеского рода Буйносовы-Ростовские. Единственный сын воеводы и кравчего князя Ивана Петровича Буйносова-Ростовского от брака с княжной Марией Семёновной Куракиной.

## Биография

### Служба Михаилу Фёдоровичу
С 1636 года по 1658 год князь Алексей Иванович в Боярской книге показан в стольниках и в это время многократно упоминается при различных государевых мероприятиях, служил при царском дворе в звании рынды в белом платье, неоднократно участвовал при приёмах иностранных послов и «смотрел в государев стол» во время торжественных обедов, ездил от государя со столом почивать послов и посланников.

### Служба Алексею Михайловичу
В 1645 году при коронации царя Алексея Михайловича шёл перед Государём четырнадцатым в Успенский собор и обратно в Теремной дворец, после обслуживал Государя в Грановитой палате на праздничном обеде.
В январе 1648 года на бракосочетании царя с Марией Ильиничной Милославской был четырнадцатым в свадебном поезде, с мая князь Алексей Иванович Буйносов-Ростовский был отправлен первым воеводой в Яблонов, «для хранения» от ожидавшегося нападения крымских татар и ногайцев. В этом же году местничал с Тимофеем Фёдоровичем Бутурлиным.
В 1654 году, в марте, упомянут возницей у Государя, с мая участвовал в первом походе царя Алексея Михайловича на Речь Посполитую, во время которого служил головой третьей сотни стряпчих и седьмой есаул в государевом полку. В 1655 году принял участие во втором походе русской армии под командованием Алексея Михайловича на Речь Посполитую, был с царём в Вильно и исполнял его мелкие поручения в окрестностях литовской столицы. В мае этого же года третий есаул в государевом полку в походе из Смоленска, в августе послан от Государя из Вильно воеводой против отрядов поляков и литовцев.
В 1656-1659 годах находился на воеводстве в Тобольске первым воеводой. Во время нахождения на воеводстве в Тобольске проявил себя человеком крайне грубым и своенравным, враждовал с местным архиепископом Симеоном, не желавшим подчиняться его воле. А. И. Буйносов, благодаря свои связям в Москве, добился запрещения архиепископу совершать богослужения. 9 июля 1657 года тобольский воевода упоминается в связи с тем, в городе оказались томские служилые люди К. Семёнов, К. Медветчиков и В. Гущин, отправленные из Томска в Москву «с вестовыми отписками наскоро». Алексей Иванович Буйносов-Ростовский велел «ящик с томскими отписками принести к себе в съезжую избу, и для подлинного ведома вестовые 2 отписки роспечатали и высматривали», ссылаясь на то, что томские воеводы должны были обо всех вестях и всяких делах сообщать в Тобольск, а они этого не делали. С этих двух вестовых отписок были сделаны «списки слово в слово» и оставлены в Тобольске, а подлинные запечатаны и «с-ыными томскими отписками» посланы в Москву с К. Медветчиковым. 3 февраля 1659 года был отозван в Москву.
Вероятно, что князь Алексей Иванович Буйносов-Ростовский в 1659 году направлялся на воеводство в Тулу. Это следует из челобитной от его имени, отправленной 13 июля 1659 года в Москву к Царю. В ней указывается на неприбытие к месту службы дьяка Ильи Кирилова и об отсутствии в Туле подьячих для ведения дел. По другим документам, он только 10 июня 1660 года был отправлен на воеводство в Тулу, откуда 17 января 1661 года был отозван в Москву распустив при этом служилых людей по домам. В феврале этого же года, прибыв в столицу, удостоился быть у руки Государя.
В 1660 году упоминается государевым чашником в Грановитой палате при грузинском царевиче Николае. После этого до конца своей жизни находился в столице, участвуя в разных придворных церемониях и торжествах.
Скончался 09 декабря 1665 году, не оставив после себя потомства. Был похоронен в Московском Богоявленском монастыре. С его смертью пресёкся княжеский род Буйносовых-Ростовских.